# 4920 Gromov
A 4920 Gromov (ideiglenes jelöléssel 1978 PY2) a Naprendszer kisbolygóövében található aszteroida. Nyikolaj Sztyepanovics Csernih fedezte fel 1978. augusztus 8-án.